# Carlo Petitti di Roreto
Carlo Petitti di Roreto (Torino, 18 dicembre 1862 – Torino, 27 gennaio 1933) è stato un generale italiano.

## Biografia
Apparteneva ad una nobile famiglia piemontese: il nonno era Carlo Ilarione Petitti di Roreto, celebre economista e scrittore, ed egli era nipote del senatore Agostino Petitti Bagliani di Roreto.
Dopo aver intrapreso la carriera militare sul finire dell'Ottocento, partecipò agli scontri della prima guerra mondiale, ove dal 4 giugno 1915 al 29 ottobre 1915 ottenne il comando della 1ª Divisione di fanteria come generale. Nel 1916 ottenne il comando della 35ª Divisione, prendendone possesso alle 15.30 del 15 maggio di quell'anno nei pressi di Malga Zolle, sul versante sud del Monte Toraro, proprio in occasione dell'avvio dell'offensiva austriaca sugli altopiani. Fu al comando del Corpo di spedizione italiano in Macedonia dall'agosto 1916 al giugno 1917.
Dal 1918, promosso generale di corpo d'armata, ottenne il comando del XXIII Corpo d'armata (divisioni 28^ e 61^), che durante la battaglia del Solstizio operò sulla riva destra del Piave da Croce di Piave al mare. Il 3 novembre 1918 venne nominato governatore di Trieste e della Venezia Giulia, mantenendo l'incarico fino al luglio 1919.
Al termine del primo conflitto mondiale ottenne la nomina a comandante generale dell'Arma dei carabinieri il 25 agosto 1919, rimanendo in carica sino al 29 ottobre 1921.
Nel dicembre 1919 fu nominato senatore del Regno.
In politica era un attivo esponente delle tradizionali correnti liberali; fu personalità dal tratto burbero, persino altezzoso nell'opinione di osservatori stranieri (spesso pregiudizievolmente ostili, o prevenuti, per interessi propri) non avvezzi al carattere "piemontese", ma considerato un bravo amministratore ed un abile mediatore, come si dimostrò in Macedonia e nella Venezia Giulia.
Edoardo Schott, corrispondente di guerra a Salonicco, lo definì "un altezzoso italiano di alta nobiltà piemontese".
Morì nella natìa Torino nel 1933.